# Stazione meteorologica di Isola Sant'Antonio
La stazione meteorologica di Isola Sant'Antonio è la stazione meteorologica di riferimento relativa all'omonimo paese di Isola Sant'Antonio.

## Medie climatiche ufficiali

### Dati climatologici 2001-2020
In base alla media di riferimento (2001-2020), la temperatura media del mese più freddo, gennaio, si attesta a +2,4 °C; quella del mese più caldo, luglio, è di +24,9 °C. 
| Isola Sant'Antonio (2001-2020) | Mesi | Mesi | Mesi | Mesi | Mesi | Mesi | Mesi | Mesi | Mesi | Mesi | Mesi | Mesi | Stagioni | Stagioni | Stagioni | Stagioni | Anno |
| Isola Sant'Antonio (2001-2020) | Gen  | Feb  | Mar  | Apr  | Mag  | Giu  | Lug  | Ago  | Set  | Ott  | Nov  | Dic  | Inv      | Pri      | Est      | Aut      | Anno |
| ------------------------------ | ---- | ---- | ---- | ---- | ---- | ---- | ---- | ---- | ---- | ---- | ---- | ---- | -------- | -------- | -------- | -------- | ---- |
| T. max. media (°C)             | 6,1  | 9,6  | 16,0 | 20,7 | 25,5 | 30,6 | 32,6 | 31,5 | 26,7 | 19,3 | 11,8 | 6,4  | 7,4      | 20,7     | 31,6     | 19,3     | 19,7 |
| T. min. media (°C)             | −1,4 | −0,6 | 2,7  | 6,7  | 11,3 | 15,3 | 17,1 | 16,0 | 12,7 | 9,1  | 4,7  | −0,3 | −0,8     | 6,9      | 16,1     | 8,8      | 7,8  |

| Isola Sant'Antonio (2010-2019) | Mesi | Mesi | Mesi | Mesi | Mesi | Mesi | Mesi | Mesi | Mesi | Mesi | Mesi | Mesi | Stagioni | Stagioni | Stagioni | Stagioni | Anno |
| Isola Sant'Antonio (2010-2019) | Gen  | Feb  | Mar  | Apr  | Mag  | Giu  | Lug  | Ago  | Set  | Ott  | Nov  | Dic  | Inv      | Pri      | Est      | Aut      | Anno |
| ------------------------------ | ---- | ---- | ---- | ---- | ---- | ---- | ---- | ---- | ---- | ---- | ---- | ---- | -------- | -------- | -------- | -------- | ---- |
| T. max. media (°C)             | 6,2  | 8,9  | 15,9 | 21,1 | 25,0 | 30,4 | 32,6 | 31,4 | 27,1 | 19,4 | 12,0 | 6,7  | 7,3      | 20,7     | 31,5     | 19,5     | 19,7 |
| T. min. media (°C)             | −1,5 | −0,7 | 2,5  | 6,7  | 10,8 | 15,3 | 17,4 | 16,9 | 13,1 | 8,9  | 5,0  | −0,3 | −0,8     | 6,7      | 16,5     | 9,0      | 7,8  |

## Valori estremi

### Temperature estreme mensili dal 1993 al 2021
Nella tabella sottostante sono riportate le temperature massime e minime assolute mensili, stagionali ed annuali dal 1993 al 2021, con il relativo anno in cui si queste si sono registrate. La massima assoluta del periodo esaminato di +42,8 °C risale all'agosto 2003, mentre la minima assoluta di -18,4 °C è del febbraio 2012.
| Isola Sant'Antonio (1993-2021) | Mesi         | Mesi         | Mesi         | Mesi        | Mesi        | Mesi        | Mesi        | Mesi        | Mesi        | Mesi        | Mesi        | Mesi         | Stagioni | Stagioni | Stagioni | Stagioni | Anno  |
| Isola Sant'Antonio (1993-2021) | Gen          | Feb          | Mar          | Apr         | Mag         | Giu         | Lug         | Ago         | Set         | Ott         | Nov         | Dic          | Inv      | Pri      | Est      | Aut      | Anno  |
| ------------------------------ | ------------ | ------------ | ------------ | ----------- | ----------- | ----------- | ----------- | ----------- | ----------- | ----------- | ----------- | ------------ | -------- | -------- | -------- | -------- | ----- |
| T. max. assoluta (°C)          | 20,9 (2007)  | 23,4 (2012)  | 29,5 (2002)  | 33,8 (2011) | 36,5 (2009) | 40,2 (2019) | 40,3 (2015) | 42,8 (2003) | 35,7 (2009) | 32,3 (2023) | 22,7 (2015) | 17,6 (2023)  | 23,4     | 36,5     | 42,8     | 35,7     | 42,8  |
| T. min. assoluta (°C)          | −15,5 (2009) | −18,4 (2012) | −12,6 (2005) | −4,5 (2003) | 1,6 (2017)  | 4,3 (2006)  | 8,0 (2005)  | 6,3 (1995)  | 3,8 (2008)  | −2,7 (2007) | −7,4 (2005) | −11,7 (2005) | −18,4    | −12,6    | 4,3      | −7,4     | −18,4 |